# 佐藤多伽子
佐藤 多伽子（さとう たかこ、2002年7月19日 - ）は、日本の女子バスケットボール選手である。ポジションはシューティングガード。Wリーグのプレステージ・インターナショナル アランマーレ所属。

## 来歴
栃木県出身。
桜花学園高校でウィンターカップ優勝。
白鷗大進学後はインカレ連覇。
3年次には2023年ワールドユニバーシティゲームズ日本代表に選出され、銀メダルを獲得。
2024年11月、プレステージインターナショナル アランマーレにアーリーエントリー登録される。
2025年ワールドユニバーシティゲームズ日本代表候補にも選ばれている。

## 日本代表歴
- 2023 ワールドユニバーシティゲームズ 銀メダル